# Jane B. Reece
Jane B. Reece (* 15. April 1944) ist eine US-amerikanische Biologin und Autorin.

## Werdegang
Jane B. Reece legte an der Harvard University ihren Bachelor of Arts in Biologie ab, den Master of Sciences in der Disziplin Mikrobiologie erwarb sie an der Rutgers University in New Jersey. Sie wechselte im Anschluss daran an die University of California in Berkeley, wo sie 1974 im Fach Bakteriologie promoviert wurde. Ihr Dissertationsthema trug den Titel The recE pathway of genetic recombination in Escherichia coli. Nach ihrer Doktorarbeit forschte sie an den Universitäten UC. Berkeley und Stanford University zur genetischen Rekombination von Bakterien. Am Middlesex County College in New Jersey und dem Queensborough Community College in New York unterrichtete sie Biologie.
Reece trat 1978 ins Lektorat bei Benjamin Cummings ein und ist seitdem in naturwissenschaftlichen Verlagen tätig.

## Wirken
Bei Benjamin Cummings hat Reece als Lektorin wesentlich zur Veröffentlichung zahlreicher bekannter Lehrbücher beigetragen. Selbst hat sie u. a. gemeinsam mit Neil A. Campbell mehrere Lehrwerke veröffentlicht.
Das Lehrwerk Biology, 7th ed., das Reece gemeinsam mit Campbell verfasste, wurde von SciTech Book News in der bisherigen Tradition früherer Herausgaben gesehen, Sachverhalte so aufzubereiten, dass Studenten zu wissenschaftlichen Recherchen durch Beispiele und Forschungsmöglichkeiten motiviert werden.
Im Jahr 2017 verlieh ihr die Universität Uppsala die Ehrendoktorwürde.